# خوان كارلوس أوبريجون جونيور
خوان كارلوس أوبريجون جونيور (بالإنجليزية: Juan Carlos Obregón Jr.)‏ هو لاعب كرة قدم أمريكي في مركز الهجوم، ولد في 29 أكتوبر 1997 في نيويورك في الولايات المتحدة. لعب مع Siena Saints men's soccer ‏.

## وصلات خارجية
- خوان كارلوس أوبريجون جونيور على موقع إي إس بي إن إف سي (الإنجليزية)
- خوان كارلوس أوبريجون جونيور على موقع قاعدة بيانات كرة القدم.إي يو (الإنجليزية)
- خوان كارلوس أوبريجون جونيور على موقع Soccerway.com (الإنجليزية)
- خوان كارلوس أوبريجون جونيور على موقع عالم كرة القدم.نت (الإنجليزية)
- خوان كارلوس أوبريجون جونيور على موقع أوليمبيديا (الإنجليزية)